# Ліза Соберано
Гоуп Елізабет (Ліза) Соберано (англ. Liza Soberano; нар. 4 січня 1998) — філіппінська акторка, модель, співачка.

## Біографія
Гоуп Елізабет Соберано народилася 4 січня 1998 року у місті Санта-Клара в Каліфорнії. Її батько — філіппінський емігрант, мати — американка. Після розлучення батьків у 2008, у віці 10 років, вона з батьком переїхала до Маніли (Філіппіни). У 12 років їй запропонували роботу моделі для друкованої реклами. У 13 років її талант помітив Огі Діас.
На телебачені почала зніматися у 2011 році. Соберано отримала свою першу головну роль в романтичному комедійному серіалі «Назавжди» (2014 року) разом з Енріке Гілем. Після успіху, Соберано знялася у фільмі «Просто так, як ти» (2015). У жовтні 2015 року Ліза Соберано і Гіл знялися у романтичній драмі «Щодня я люблю тебе». У лютому 2016 року, Соберано зіграла роль Сирени Маркеси у романтичній комедії-мелодрамі «Солодка любов».
У серпні 2016 року Лізу Соберано обрано новим обличчям Maybelline. У грудні 2017 року Соберано очолила рейтинг найкрасивіших жінок 2017 року за версією сайту TC Candler.

## Фільмографія

### Фільми
| Рік  | Назва                                  | Роль                    | примітки                 |
| ---- | -------------------------------------- | ----------------------- | ------------------------ |
| 2013 | Треба бути... кохання // Must Be… Love | Ангел Гомес             | дебют у художніх фільмах |
| 2013 | Вона одна // She's The One             | Джиліан                 | другорядна роль          |
| 2015 | Такий як ти є // Just The Way You Are  | Софія Тейлор            | головна роль             |
| 2015 | Щодня я тебе люблю                     | Одрі Локсін             | головна роль             |
| 2017 | My Ex and Whys                         | Калікста Ферре / Деліла | головна роль             |
| 2018 | Дарна // Darna                         | Дарна / Нарда           |                          |
| 2024 | Ліза Франкенштейн // Lisa Frankenstein | Таффі                   |                          |